# Hugo Münsterberg

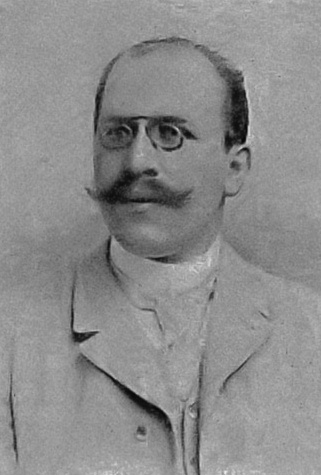
Hugo Münsterberg (1863-1916)

Hugo Münsterberg (Danzigue, 1 de junho de 1863 — Cambridge, 16 de dezembro de 1916) foi quem estabeleceu as bases e justificativas da psicologia industrial na administração científica.
Munsterberg relacionou as habilidades dos novos empregados com as demandas de trabalho da organização.
- A psicologia de Munstreberg e a eficiência industrial estavam diretamente ligadas às propostas de Taylor e resumiam-se em 3 pontos principais:
  1. o melhor homem;
  2. o melhor trabalho;
  3. o melhor resultado.
- No trabalho a psicologia da época se apoiava em dois aspectos fundamentais:
  1. análise e adaptação do trabalho ao trabalhador;
  2. análise e adaptação do trabalhador ao trabalho.

Foi também um filósofo do cinema. Considerado o pai espiritual de muitas das correntes da teoria do cinema. Deu ênfase em um espectador ativo, que preencha as lacunas do cinema por meio de investimentos intelectuais e emocionais, antecipando assim, posteriores teorias da espectatorialidade. Antecipou a “teoria da recepção” quando explorou o entendimento de que os filmes produzem eventos mentais, não estão apenas na celulóide mas na mente daquele que a utiliza. 

## Obras
- 1889-1892 Beiträge zur experimentellen Psychologie (4 volumes)
- 1899 Psychology and Life
- 1900 Grundzüge der Psychologie
- 1901 American Traits from the Point of View of a German
- 1904 Die Amerikaner
- 1906 Science and Idealism
- 1908 Philosophie der Werte
- 1908 Aus Deutsch-Amerika
- 1908 Psychology and Crime
- 1908 On the Witness Stand'
- 1916 The Photoplay